# Неравенство Азумы
Неравенство Азумы — оценка для плотности вероятности последней величины мартингала.

## Формулировка
Пусть {\displaystyle c=\xi _{0},\xi _{1},...\xi _{m}} — мартингал и для всех допустимых {\displaystyle i} и для всех элементарных событий {\displaystyle \omega \in \Omega } выполняется условие {\displaystyle \mid \xi _{i}-\xi _{i-1}\mid \leqslant 1}.
Тогда для любого {\displaystyle a>0} выполняется неравенство {\displaystyle P(\xi _{m}-c\geqslant a)\leqslant e^{-{\frac {a^{2}}{2m}}}}.

## Доказательство
Доказательство приведено в книге .